# フランシス・マクローリン＝ギル
フランシス・マクローリン＝ギル（Frances McLaughlin-Gill、1919年9月22日 - 2014年10月23日）は、アメリカ合衆国の女性写真家。主としてファッション写真の分野で活躍する。生まれたときの名は「フランシス・マクローリン」だが、結婚（夫は写真家のレスリー・ギル、Leslie Gill、1908-1958）後は、「フランシス・マクローリン＝ギル」と名乗った。
彼女は、ニューヨークブルックリンで生まれた。Pratt Instituteにて美術を学び、1941年に同校を卒業した。同時期に写真も学んでいる。
やがて彼女は、ヴォーグの写真に関する公募に応募し、注目を集めた。
ヴォーグのFashion Coordinator、Assistant Photographerを経て、1943年には、アレクサンダー・リーバーマンの推薦で正式にコンデ・ナスト社（Condé Nast、雑誌ではヴォーグ、グラマーなど）の契約写真家となった。
1955年からはフリーとなって活躍した。
2014年10月23日、95歳で死去している。
日本では、フランシス・マクローリン＝ギルの大規模な回顧展が開催されたことはない。

## 洋書
- Photographers A-Z, Hans-Michael Koetzle, Taschen, 2011, 978-3-865-1109-4（264ページ）
- Leslie Gill; A Classical Approach to Photography 1935-1958, Owen Edwards, New Orleans Museum of Art, 1985